# Lepturges eurynota
Lepturges eurynota es una especie de escarabajo longicornio del género Lepturges, categorizada en la tribu Acanthocinini, de la subfamilia Lamiinae. Fue descrita por Tippmann en 1960.

## Descripción
Mide 7-11 mm de longitud.

## Distribución
Se distribuye por Bolivia, Brasil y Perú.